# Jörg Saumsiegel
Jörg Saumsiegel (* 8. Juli 1953) ist ein ehemaliger deutscher Fußballtorwart, der von 1983 bis 1985 für Chemie Leipzig in der DDR-Oberliga, der höchsten Liga im DDR-Fußball, spielte. 

## Sportliche Laufbahn
Bevor der 28-jährige Jörg Saumsiegel 1981 zur Betriebssportgemeinschaft (BSG) Chemie Leipzig wechselte, hatte er bei der BSG Turbine Markranstädt das Tor gehütet, zuletzt in der drittklassigen Bezirksliga Leipzig. Saumsiegel war zunächst als Ersatz für den zum Wehrdienst eingezogenen zweiten Torwart Ralph Kahnt hinter dem Stammtorwart Hubert Suchantke vorgesehen. Der frühere Leipziger Oberligist Chemie bestritt 1981/82 nach seinem Oberligaabstieg seine zweite Saison in der zweitklassigen DDR-Liga. Tatsächlich musste Saumsiegel in dieser Saison hinter Suchantke zurückstehen und kam nur in neun Ligaspielen zum Einsatz. Obwohl Saumsiegel auch für die Spielzeit 1982/83 bei Chemie Leipzig – immer noch DDR-Ligist – als Nummer zwei vorgesehen war, bestritt er von den 30 Ligaspielen (einschließlich der acht Aufstiegsspiele) 29 Partien. Die Leipziger erreichten den Aufstieg und blieben zwei Spielzeiten lang in der Oberliga. Auch dort stand Saumsiegel in allen 54 Ligaspielen im Tor. 1985 verwandelte er in der Begegnung BSG Chemie – BSG Stahl Riesa einen Foulelfmeter. Nachdem Chemie Leipzig 1985 wieder aus der Oberliga absteigen musste, verblieben sie für die nächsten fünf Spielzeiten in der DDR-Liga. Saumsiegel blieb noch bis 1989 Stammtorwart der Leipziger und absolvierte von den in diesem Zeitraum ausgetragenen 136 Ligaspielen 109 Begegnungen. In der Saison 1986/87 gelang ihm ein weiteres Punktspieltor per Elfmeter. Für die Saison 1989/90 war Saumsiegel im Kader der DDR-Ligamannschaft nur noch als dritter Torwart vorgesehen und wurde nur noch in der Bezirksliga-Mannschaft Chemie II eingesetzt. Für den 36-Jährigen war damit seine Karriere im höherklassigen Fußball beendet.